# Tüszőhormon

Ösztriol

Ösztradiol

Ösztron

Az ösztrogén, vagy tüszőhormon szteroid vegyületek kombinációja. Az ösztrogénciklusban van szerepe, valamint ez a legfontosabb női nemi hormon. A név az oestrus (nőstény állatok termékeny életszakasza) és a -gén (generálás, létrehozás) szavakból tevődik össze.
Az ösztrogént szájon keresztül szedhető fogamzásgátlókban, menopauza utáni nők ösztrogénpótlása céljából és transznemű nők hormonkezelése céljából alkalmazzák.
Mint minden szteroid hormon, az ösztrogén is átjut a sejtmembránon és ha bejutott, ott egy ösztrogén receptorhoz kötődve fokozza egyes gének működését.
Az ösztrogént többek közt az ösztron, az ösztradiol és az ösztriol alkotja.

## Funkciója
Amíg az ösztrogén jelen van mind a férfiakban, mind a nőkben, a nőkben jelentősen magasabb mennyiségben termelődik a termékeny életkorban. Elősegíti a másodlagos női nemi jellegek fejlődését, mint a mellek és szerepet játszik a méhnyálkahártya vastagodásában, valamint a menstruációs ciklus szabályozásában.

## Környezeti hatása
A nemi hormonok és hormonhatású készítmények (pl. fogamzásgátlók) minimális mértékben, de oldódnak vízben. A hormonhatású készítmények fogyasztásával ezen vegyületek koncentrációja nőhet a vizeletben, és így a környezetbe kerülnek, ahol nehezen bomlanak le, és mikroorganizmusok sem tudják bontani. A jelenlegi ivóvíz-tisztítási eljárások még nem veszik figyelembe a vizek hormontartalmát, és eltávolításuk meglehetősen körülményes. Ezért ivóvíz fogyasztásakor kisebb vagy nagyobb mértékben hormonok is kerülhetnek a szervezetünkbe.
Példa káros hatásukra, hogy vízzel a szervezetbe jutó fogamzásgátlók férfiaknál impotenciát okozhatnak.